# Catarina Lorenzo
Catarina Lorenzo é uma ativista climática brasileira de Salvador, Bahia. A 23 de setembro de 2019, ela e outros 15 jovens, incluindo Greta Thunberg, Alexandria Villaseñor, Ayakha Melithafa e Carl Smith, apresentaram uma queixa ao Comitê dos Direitos da Criança das Nações Unidas para protestar contra a falta de ação governamental sobre a crise climática Em particular, a denúncia alega que cinco países, nomeadamente, Argentina, Brasil, França, Alemanha e Turquia, não cumpriram as suas promessas relativamente ao Acordo de Paris. Foi a primeira vez que jovens apresentaram uma denúncia deste tipo na ONU.
Recentemente uniu-se ao Greenkingdom, um movimento ambiental interseccional liderado por jovens a nível internacional, onde trabalha como coordenadora do capítulo brasileiro.